# Anna Thea Madsen

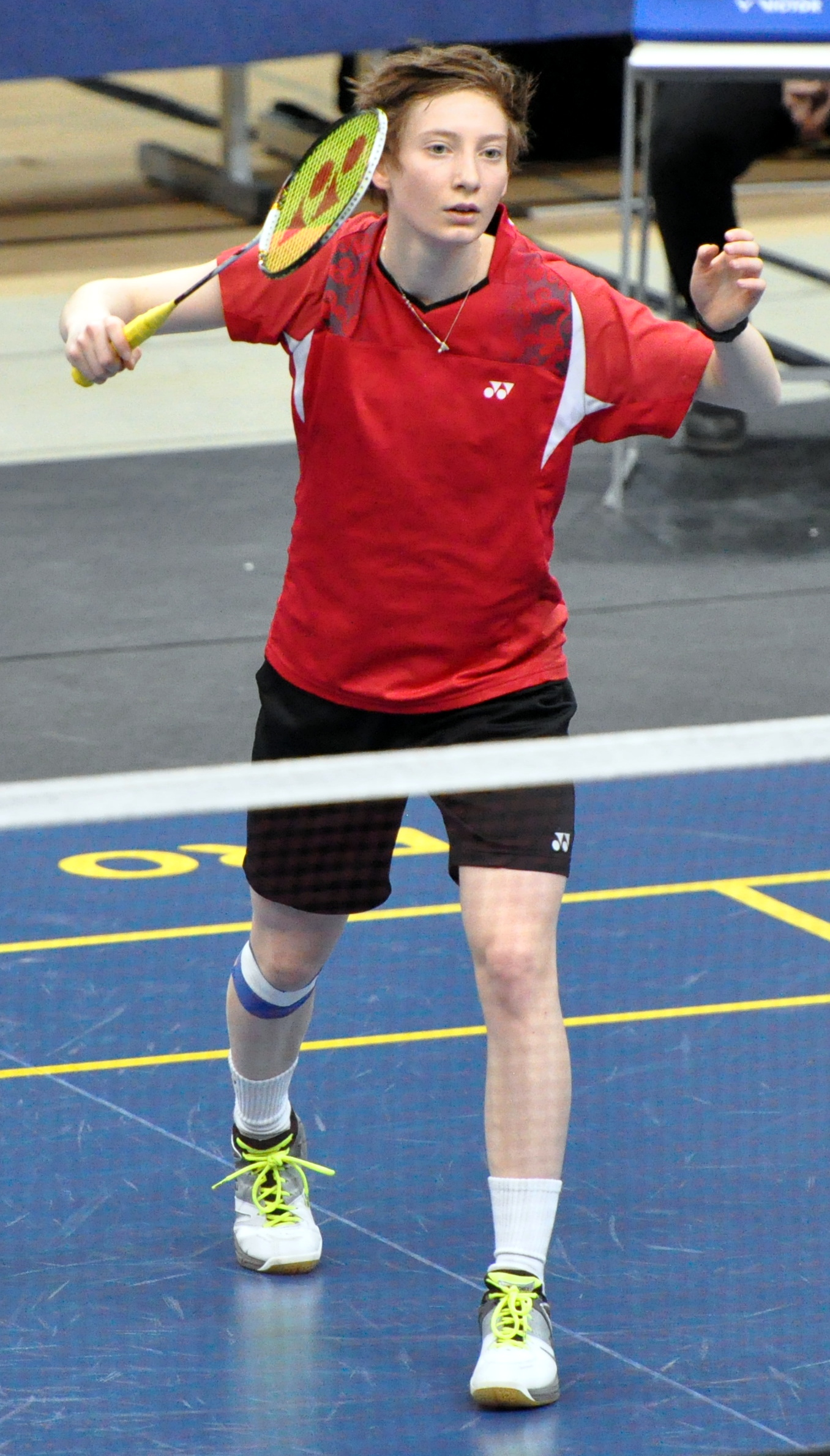
Anna Thea Madsen

Anna Thea Madsen (* 27. Oktober 1994) ist eine dänische Badmintonspielerin. 

## Karriere
Anna Thea Madsen startete bei der Badminton-Juniorenweltmeisterschaft 2011 und ebenfalls bei der WM 2012. 2011 gewann sie die dänische Juniorenmeisterschaft der U17. Gewinnen konnte sie ebenfalls das Italian Juniors 2012 und das German Juniors 2013. 2011 war sie bei den Victoria International erfolgreich. Bei den Denmark International 2012 belegte sie Rang zwei. 2013 startete sie bei der Denmark Super Series und dem London Grand Prix Gold. 2014 gewann sie national Silber und belegte ebenfalls Rang zwei bei den Europameisterschaften.